# 사쓰마야키

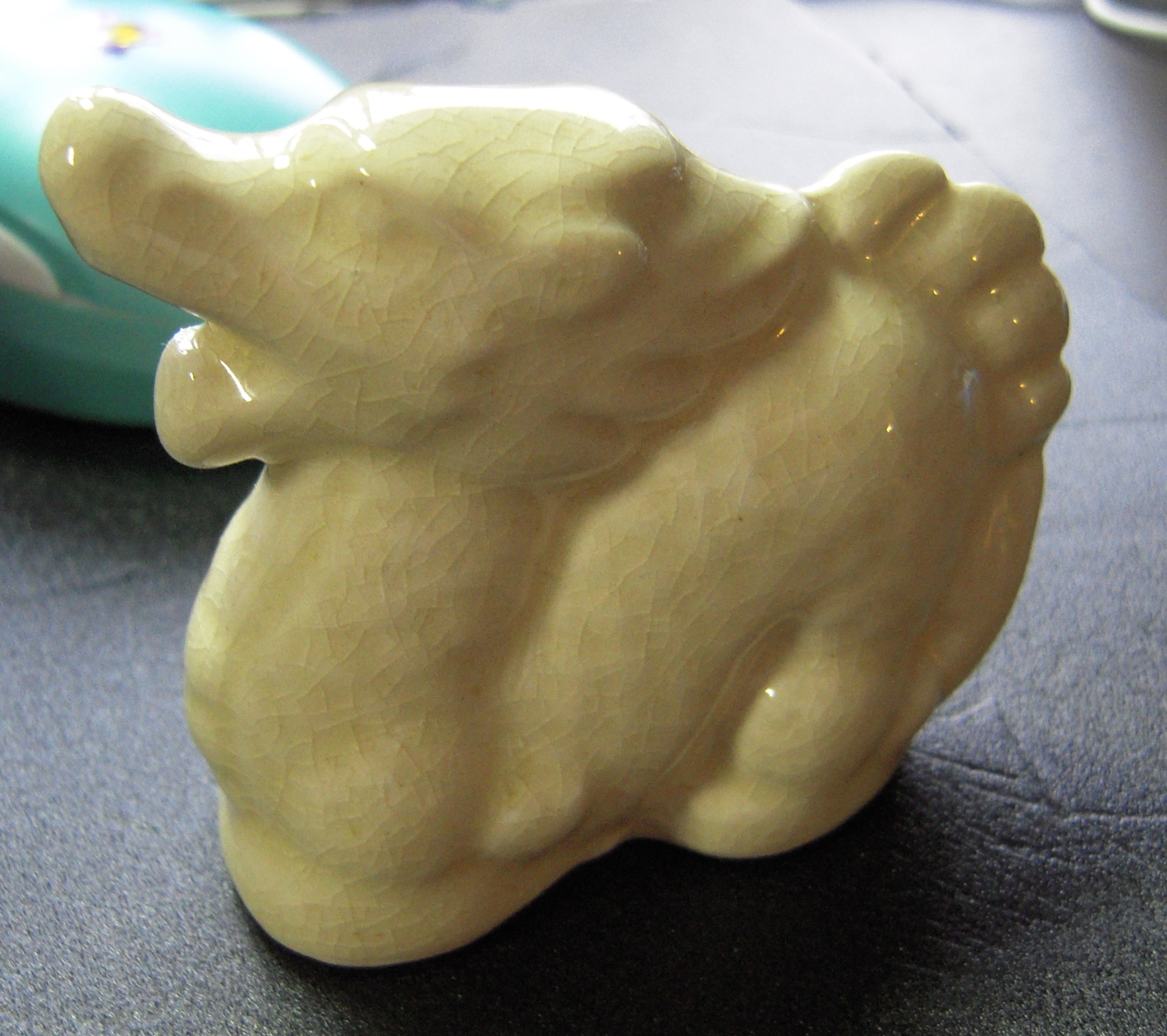
흰 사쓰마야키

사쓰마야키(薩摩焼)는 일본 가고시마현을 주요 제조지로 하는 도자기다. 일본 국가 전통 공예품으로 지정되어 있다. 2007년 1월에는 가고시마현 사쓰마야키 협동조합에 의해 사쓰마야키가 지역 단체상표가 되었다.